# Rychnov (Krouna)

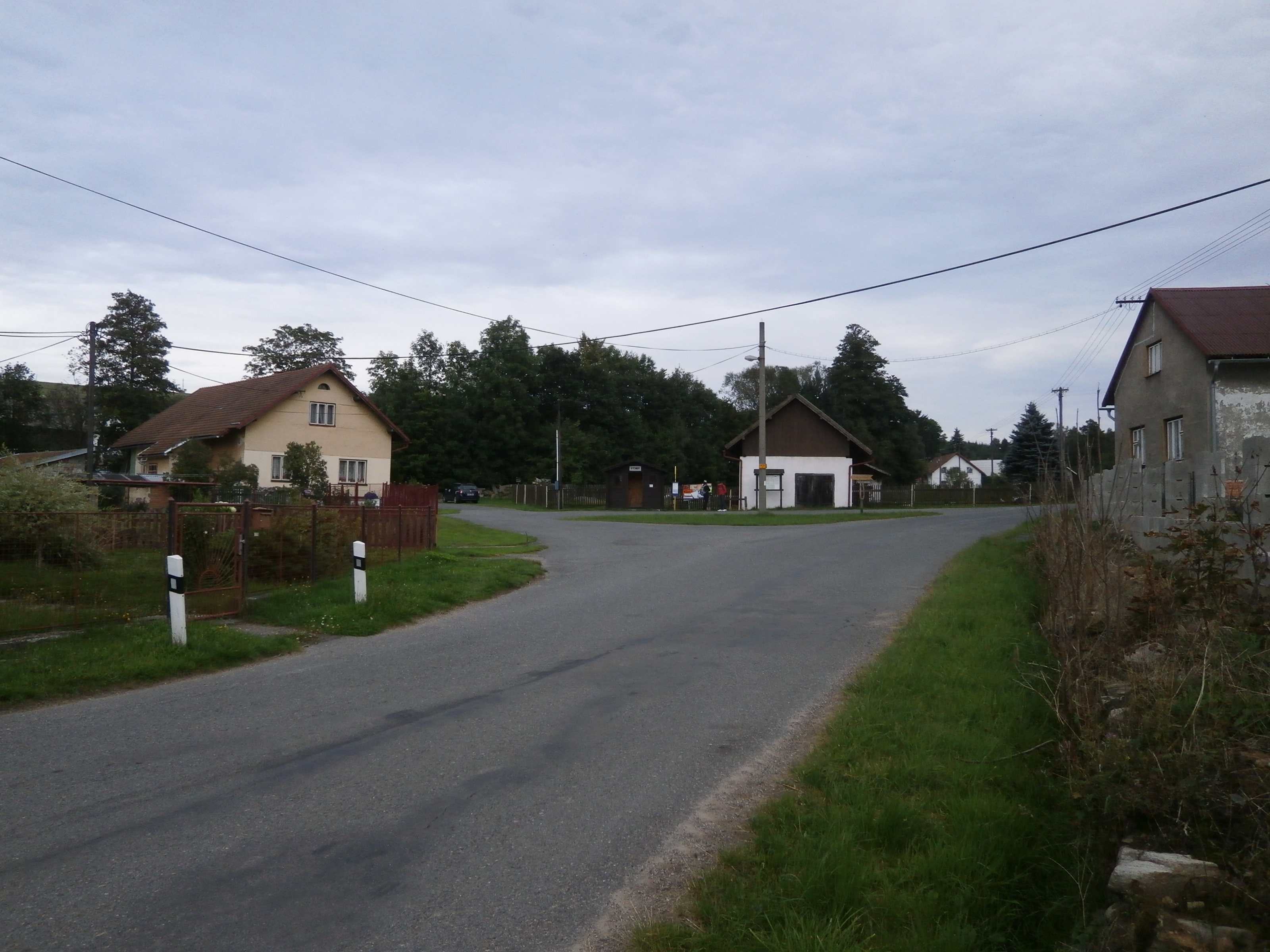
Ortsmitte

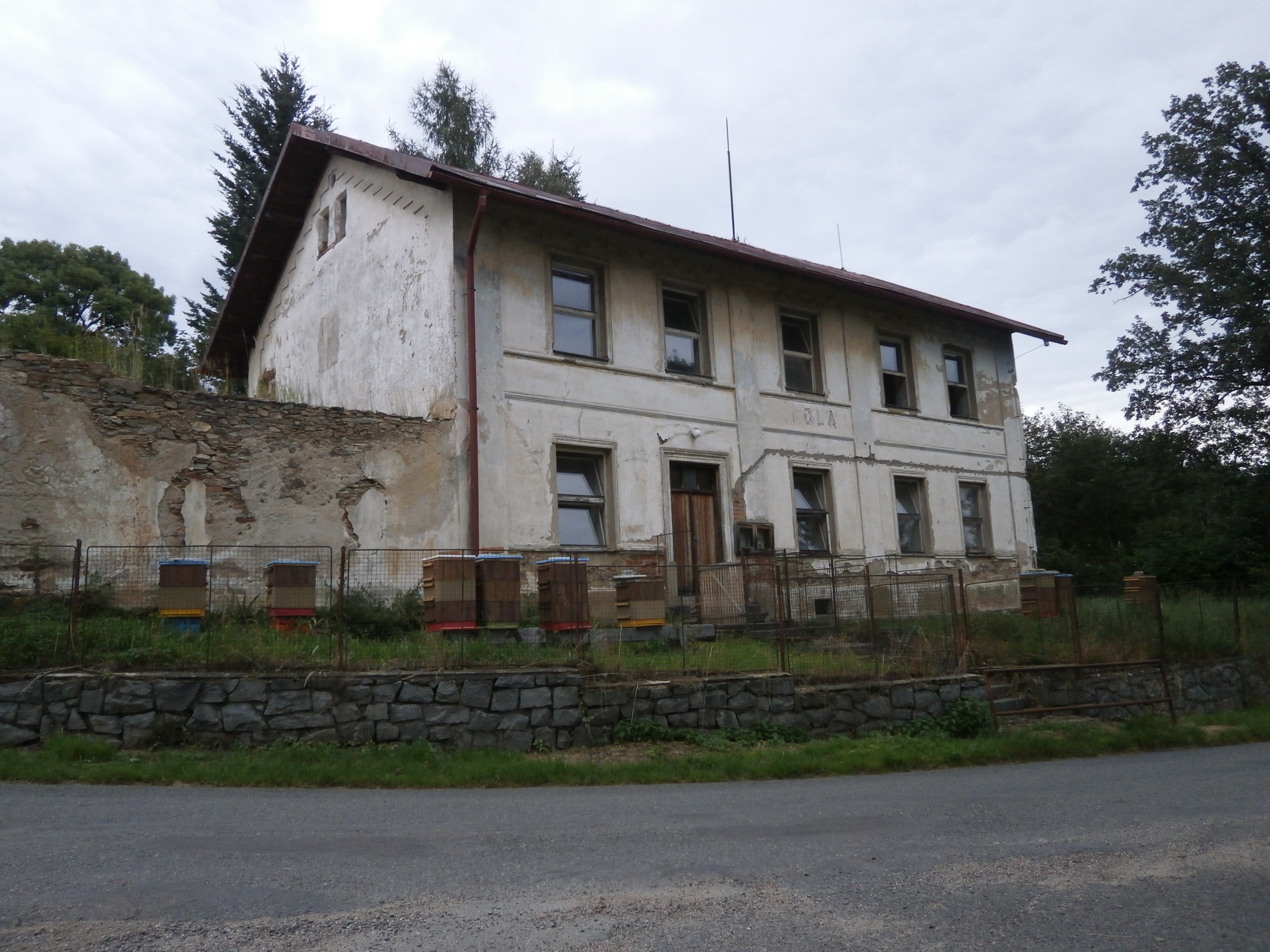
Alte Schule

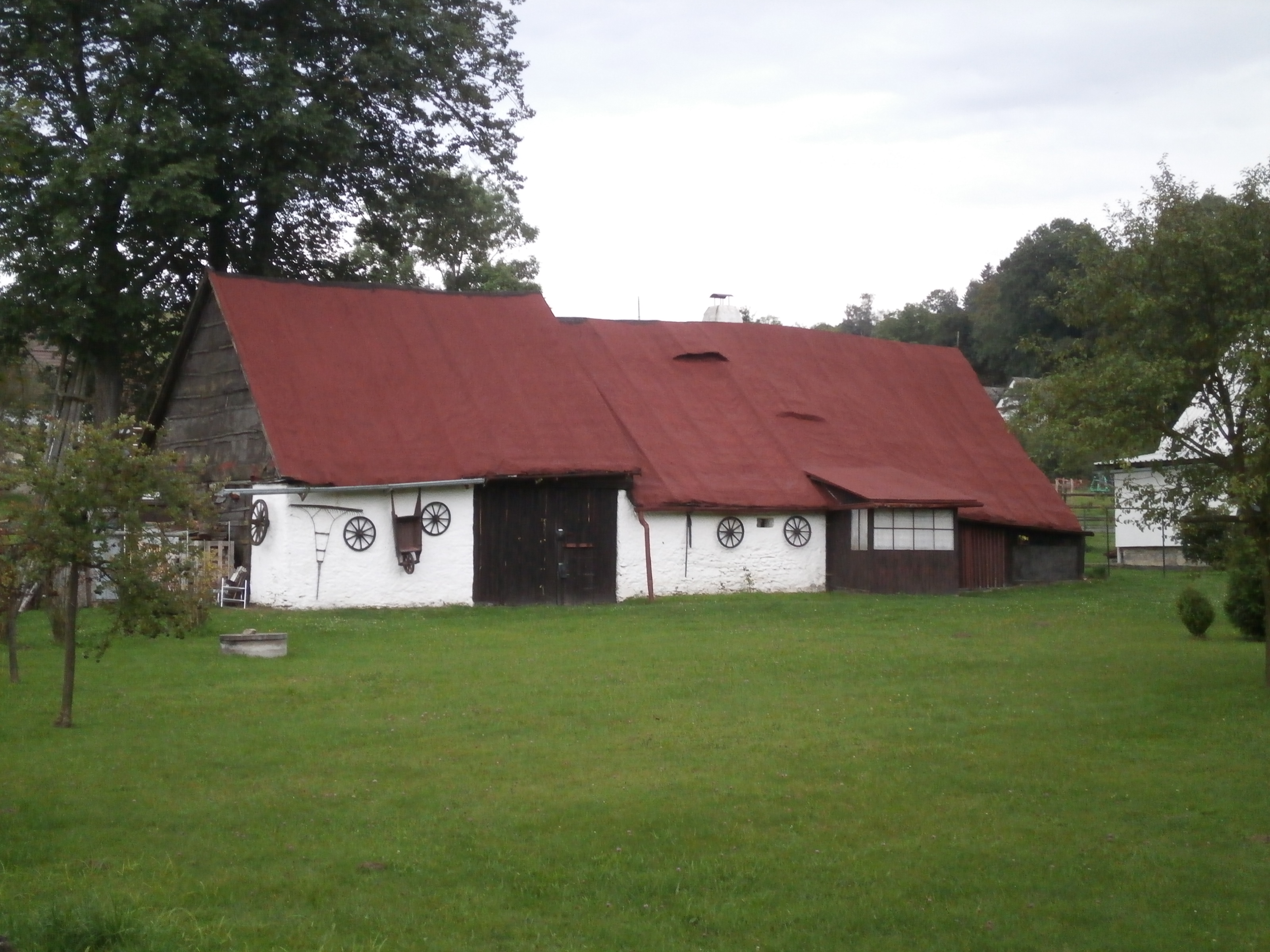
Haus Nr. 33

Rychnov (deutsch Richnow, 1939–45 Reichenau) ist ein Ortsteil der Gemeinde Krouna in Tschechien. Er liegt fünf Kilometer südwestlich von Proseč und gehört zum Okres Chrudim.

## Geographie
Rychnov befindet sich in den nördlichen Ausläufern der Saarer Berge (Žďárské vrchy) im Tal des Baches Rychnovský potok. Südlich des Dorfes verläuft die Staatsstraße I/34 zwischen Hlinsko und Polička tangiert, dahinter erstreckt sich das Landschaftsschutzgebiet CHKO Žďárské vrchy. Östlich erheben sich die Švandovy břímky (665 m n.m.), im Südosten der Na Hřívě (683 m n.m.). Westlich liegt der Teich Panský rybník.
Nachbarorte sind Miřetín, Rovinka und Česká Rybná im Norden, Záboří, Pastvisko und Hadovec im Nordosten, U František und Františky im Osten, Borová und Bukovina im Südosten, Pustá Kamenice, V Hatích, Pec und Porostliny im Süden, Pleskotka, Filipov und Bahna im Südwesten, Krouna, Vápenky und Na Pile im Westen sowie Otradov im Nordwesten.

## Geschichte
Archäologische Funde belegen eine frühzeitliche Besiedlung der Gemarkung; im 19. Jahrhundert wurde ein jungsteinzeitlicher Steinkeil aus schwarzem Kieselschiefer (Buližník) aufgefunden.
Die erste urkundliche Erwähnung des Dorfes erfolgte 1392 in der Landtafel, als Smil Flaška von Pardubitz die Richenburg mit den zugehörigen 62 Dörfern an Otto von Bergow und Boček II. von Podiebrad übergab.
Im Jahre 1835 bestand das im Chrudimer Kreis gelegene Rustikaldorf Richnow aus 72 Häusern, in denen 365 Personen lebten. Im Ort gab es eine helvetische Schule, zwei Mühlen und eine Brettsäge. Zu Richnow konskribiert waren die Einschichten Wirtshaus an der Brünner Hauptstraße (V Hatích) – 2 Häuser, Porostlina (Porostliny) – 3 Häuser sowie der herrschaftliche Kalksteinbruch (Vápenky) – 1 Haus. Das Dorf gehörte zu den wohlhabendsten der Herrschaft. Haupterwerbsquellen bildeten der Feldbau und der Flachshandel sowie etwas Obstbau in den Hausgärten. Die fünf Kalköfen des Kalksteinbruches lieferten jährlich 9000 Metzen Kalk. Pfarrort war Wüst Kamenitz. Bis zur Mitte des 19. Jahrhunderts blieb Richnow der Herrschaft Richenburg untertänig.
Nach der Aufhebung der Patrimonialherrschaften bildete Rychnov ab 1849 eine Gemeinde im Gerichtsbezirk Skutsch. Ab 1868 gehörte die Gemeinde zum politischen Bezirk Hohenmauth. 1869 hatte Rychnov 493 Einwohner und bestand aus 77 Häusern. Im Jahre 1880 lebten in Rychnov 517 Personen, 1910 waren es 471. Im 20. Jahrhundert entstanden eine Ziegelei und eine Zementfabrik. 1930 hatte Rychnov 401 Einwohner. 1949 wurde die Gemeinde dem Okres Polička zugeordnet, seit 1961 gehört sie zum Okres Chrudim. Am 30. April 1976 erfolgte die Eingemeindung nach Krouna. Beim Zensus von 2001 lebten in den 85 Häusern von Rychnov 208 Personen.

## Ortsgliederung
Zu Rychnov gehören die Einschichten Porostliny und V Hatích.
Der Ortsteil bildet einen Katastralbezirk.

## Sehenswürdigkeiten
- Häuser in Volksbauweise
- Felsen Hápova skála, südöstlich des Dorfes

## Persönlichkeiten
- Josef Chalupník (1860–1933), der Regionalhistoriker und Sammler von Volksliedern wirkte von 1905 bis 1923 als Schuldirektor in Rychnov, er schrieb Sagen über die Jeřábka-Linde, die Wiese Krkavky sowie die Hápova skála nieder. Die Schriftstellerin Teréza Nováková beriet er bei ihrem Roman „Děti čistého živého“.